# Андерссон, Маттиас (гандболист)
Эрик Маттиас Андерссон (швед. Erik Mattias Andersson; род. 29 марта 1978, Мальмё) — шведский гандболист и тренер, двукратный серебряный призёр Олимпийских игр (2000 и 2012) и чемпион Европы 2000 года в составе сборной Швеции.

## Карьера

### Клубная
Маттиас Андерссон воспитанник клуба Ystads IF HF. С клубом Ystads IF HF Андерссон заключил первый профессиональный контракт в 1995 году. В 1999 году Маттиас Андерссон перешёл в шведский клуб Дротт. В апреле 2001 года Маттиас Андерссон выступал в испанской Барселоне. В июне 2001 года Маттиас Андерссон становиться игроком немецкого клуба Киля. В составе ГК Киль, Маттиас Андерссон выиграл чемпионат Германии пять раз, выиграл лигу чемпионов ЕГФ в 2007 году. В 2008 году Маттиас Андерссон перешёл в немецкий клуб Грошвальштад. В 2011 году Маттиас Андерссон перешёл в немецкий клуб Фленсбург-Хандевитт. Маттиас Андерссон помог клубу Фленсбург-Хандевитт выиграть лигу-чемпионов ЕГФ, кубок обладателей кубков ЕГФ.

## Международная карьера
Маттиас Андерссон выступает за сборную Швеции. Маттиас Андерссон выступает за сборную с 1998 года и сыграл 148 матчей. Маттиас Андерссон — серебряный призёр олимпийских игр 2012.

## Награды
- Обладатель кубка ЕГФ: 2002, 2004
- Обладатель кубка Германии: 2007, 2015
- Победитель чемпионата Германии: 2002, 2005, 2006, 2007, 2008, 2018
- Победитель кубка обладателей кубка ЕГФ: 2012
- Серебряный призёр летних олимпийских игр: 2000, 2012
- Обладатель суперкубка Германии: 2005, 2007, 2013
- Победитель лиги чемпионов ЕГФ: 2007, 2014
- Победитель чемпионата Европы: 2000
- Лучший вратарь молодёжного чемпионата Мира: 1999
- Лучший вратарь чемпионата мира среди юниоров: 1997
- Лучший вратарь сезона по итогам чемпионата Швеции: 2000/01

## Статистика
Статистика Маттиаса Андерссона в сезоне 2017/18 указана на 5 июня 2018 года
| Сезон     | Клуб                | Лига             | Матчи | Голы   | Голы   | Голы  |
| Сезон     | Клуб                | Лига             | Матчи | С игры | 7-метр | Всего |
| --------- | ------------------- | ---------------- | ----- | ------ | ------ | ----- |
| 1999-2000 | Дротт               | Чемпионат Швеции | 15    | 0      | 0      | 0     |
| 2000-01   | Дротт               | Чемпионат Швеции | 36    | 0      | 0      | 0     |
| 2001-02   | ГК Киль             | Бундеслига       | 34    | 1      | 0      | 1     |
| 2002-03   | ГК Киль             | Бундеслига       | 34    | 0      | 0      | 0     |
| 2003-04   | ГК Киль             | Бундеслига       | 34    | 0      | 0      | 0     |
| 2004-05   | ГК Киль             | Бундеслига       | 22    | 0      | 0      | 0     |
| 2005-06   | ГК Киль             | Бундеслига       | 31    | 0      | 0      | 0     |
| 2006-07   | ГК Киль             | Бундеслига       | 34    | 0      | 0      | 0     |
| 2007-08   | ГК Киль             | Бундеслига       | 34    | 0      | 0      | 0     |
| 2008-09   | Гросвалльштадт      | Бундеслига       | 34    | 0      | 0      | 0     |
| 2009-10   | Гросвалльштадт      | Бундеслига       | 34    | 3      | 0      | 3     |
| 2010-11   | Гросвалльштадт      | Бундеслига       | 34    | 1      | 0      | 1     |
| 2011-12   | Фленсбург-Хандевитт | Бундеслига       | 34    | 0      | 0      | 0     |
| 2012-13   | Фленсбург-Хандевитт | Бундеслига       | 34    | 0      | 0      | 0     |
| 2013-14   | Фленсбург-Хандевитт | Бундеслига       | 34    | 0      | 0      | 0     |
| 2014-15   | Фленсбург-Хандевитт | Бундеслига       | 36    | 0      | 0      | 0     |
| 2015-16   | Фленсбург-Хандевитт | Бундеслига       | 31    | 0      | 0      | 0     |
| 2016-17   | Фленсбург-Хандевитт | Бундеслига       | 34    | 1      | 0      | 1     |
| 2017-18   | Фленсбург-Хандевитт | Бундеслига       | 33    | 1      | 0      | 1     |